# Fechtweltmeisterschaften 1982
Die 32. Fechtweltmeisterschaften fanden zwischen dem 14. und 24. Juli 1982 im Palazzo dello Sport in Rom statt. Es wurden acht Wettbewerbe ausgetragen, sechs für Herren und zwei für Damen.
Die Wettkämpfe wurden durch einen schweren Unfall zwischen dem amtierenden Florettweltmeister und Olympiasieger Wladimir Smirnow mit Matthias Behr überschattet. Die Spitze von Behrs Florett brach und drang durch die Schutzmaske und das Auge in Smirnows Hirn ein; Smirnow erlag nach Ende der WM am 29. Juli seinen Verletzungen.

## Herren

### Florett, Einzel
| Platz | Land | Sportler           |
| ----- | ---- | ------------------ |
| 1     | URS  | Alexander Romankow |
| 2     | ITA  | Mauro Numa         |
| 3     | ITA  | Federico Cervi     |

### Florett, Mannschaft
| Platz | Land        | Sportler                                                                         |
| ----- | ----------- | -------------------------------------------------------------------------------- |
| 1     | Sowjetunion | Alexander Romankow, Wladimir Apziauri, Juri Lykow, Wladimir Logwin               |
| 2     | Frankreich  | Didier Flament, Pascal Jolyot, Frédéric Pietruszka, Philippe Omnès, Patrick Groc |
| 3     | Italien     | Federico Cervi, Andrea Borella, Angelo Scuri, Mauro Numa, Carlo Montano          |

### Degen, Einzel
| Platz | Land | Sportler        |
| ----- | ---- | --------------- |
| 1     | HUN  | Jenő Pap        |
| 2     | FRA  | Philippe Riboud |
| 3     | HUN  | Ernő Kolczonay  |

### Degen, Mannschaft
| Platz | Land       | Sportler                                                                    |
| ----- | ---------- | --------------------------------------------------------------------------- |
| 1     | Frankreich | Olivier Lenglet, Philippe Riboud, Philippe Boisse, Michel Salesse           |
| 2     | Schweiz    | Daniel Giger, Olivier Carrard, Gabriel Nigon, Patrice Gaille, Michel Poffet |
| 3     | Ungarn     | Ernő Kolczonay, Jenő Pap, Zoltán Székely István Gelley Péter Takács         |

### Säbel, Einzel
| Platz | Land | Sportler           |
| ----- | ---- | ------------------ |
| 1     | URS  | Wiktor Krowopuskow |
| 2     | URS  | Andrei Alschan     |
| 3     | HUN  | Imre Gedővári      |

### Säbel, Mannschaft
| Platz | Land        | Sportler                                                                                |
| ----- | ----------- | --------------------------------------------------------------------------------------- |
| 1     | Ungarn      | Imre Gedővári, Pál Gerevich, György Nébald, Zoltán Nagyházi, Imre Bujdosó               |
| 2     | Italien     | Giovanni Scalzo, Michele Maffei, Ferdinando Meglio, Gianfranco Dalla Barba, Marco Marin |
| 3     | Sowjetunion | Sergei Kasokin, Andrei Alschan, Wiktor Krowopuskow, Michail Burzew                      |

## Damen

### Florett, Einzel
| Platz | Land | Sportlerin       |
| ----- | ---- | ---------------- |
| 1     | URS  | Nailja Giljasowa |
| 2     | ITA  | Dorina Vaccaroni |
| 3     | DDR  | Mandy Niklaus    |

### Florett, Mannschaft
| Platz | Land           | Sportlerinnen                                                                        |
| ----- | -------------- | ------------------------------------------------------------------------------------ |
| 1     | Italien        | Dorina Vaccaroni, Carola Cicconetti, Anna Rita Sparaciari, Clara Mochi               |
| 2     | Ungarn         | Edit Kovács, Magda Maros, Zsuzsanna Szőcs, Gertrúd Stefanek, Ildikó Schwarczenberger |
| 3     | BR Deutschland | Cornelia Hanisch, Gudrun Lotter, Ingrid Losert, Sabine Bischoff, Christiane Weber    |